# لیو لینا
لیو لینا (انگلیسی: Liu Lina؛ زادهٔ ۲۰ فوریهٔ ۱۹۷۹) سوارکار زن اهل چین است. وی در بازی‌های المپیک تابستانی ۲۰۰۸ حضور داشته‌است.